# Hospital Cardinale Giovanni Panico
La Compañía ospedaliera Cardinal Giovanni Pánico es un hospital católico de II° NIVEL de Tricase en el Bajo Salento.

## Historia
El hospital, querido fuertemente de Cardinal Pánico, ha estado oficialmente fundado en el 1967 de las suore Marcelline de Tricase para llevar a término el proyecto premeditato del cardenal.

### Antes de la apertura
Antes de la apertura del policlínico a Tricase era sito del 15 de octubre de 1961 un collegio para la formación médica, enfermería y asistencial de las suore en Italia, Albania y en Ámsterdam.
El primer proyecto para la construcción del nosocomio se expone a Lisboa en el 1963.

### La Construcción
El primer jalón para la construcción del hospital ha sido puesto el 4 de enero de 1963 del vicario de Tricase monseñor Giuseppe Zocco.
Una vez metida en pies el rústico, los entes locales, con a #jefe el primario de la cirugía general del nosocomio de Nardò Gaetano, no consideran idonei los ambientes a un uso ospedaliero, en cuanto no respeta los criterios necesarios para la cogida a cargo de un paciente en total seguridad.
Pocos años después de, después de haber retomado los trabajos de construcción y amueblamiento del nosocomio desaparece suor Giustina, al tiempo gerente del que habría vuelto un hospital provincial; el rol de la suora fallecida pasa a madre superiora Suor Giuseppina Fezzi que puerta a término los trabajos de construcción del nosocomio tricasino.
Los trabajos llegan al término una vez hecha la organigramma direttoriale presso el hotel Excelsior a Nápoles el 20 de septiembre de 1967.

### Inauguración e iniciación
El 1 de octubre de 1967 la Pia Fundación hospital Cardinal Giovanni Pánico se inaugura. La inauguración se aguanta con la presencia de todo la masa médica y infermieristico del hospital y con la con#-presencia de algunas personalidades de relieve en el panorama pugliese e italiano cuales Cardinal Paolo Marella, Madre Elisa Zanchi, reverendo padre Carmelo Cassati el Senador Agrimi, sottosegretario del Ministerio del Tesoro, Aldo Moro, Monsignor Ruotolo, Monsignor, Monsignor Pollio, la Congregación de los Misioneros del Sagrado Corazón y el Prefetto Doctor Marcheggiano, el Onorevole Giuseppe Codacci Pisanelli Alcalde de Tricase, Monsignor Napolitano docente cappellano presso la Institución Marcelline de Lecce el Profesor Magliari médico provincial, el Profesor Ignazzi Provveditore a los Estudios, el Dott. Piazzalunga Presidente de las Cortas de Apelación de Lecce, el Prof. Gordo Presidente de la Provincia de Lecce el Prof. Giordano Del amor Presidente de la Caja de Ahorros de las Provincie Lombardas.
El 4 de diciembre de 1967 han sido acogidos los primeros pacientes.

### Calificación y clasificación
En el 1968 el nosocomio se cualifica del Ministro de la Sanidad Camillo Ripamonti a ente eclesiástico y diviene por lo tanto el primer ejemplo italiano de hospital eclesiástico cualificado.
El 16 de diciembre de 1969 el nosocomio sometido al decreto sanitario del 1967 el nosocomio C. Pánico pasa de ser de casa de cura privada a hospital general de zona, el presidio tiene una capacidad de 150 puestos leído.

### Cualifica a hospital didáctico
Con un decreto del ministerio de la sanidad el 25 de septiembre de 1968, el hospital recibe la calificación de hospital didáctico, en cuanto gestiona la sección decente de enfermería de la universidad de los estudios de Bari Aldo Moro, deviene uno de los más importantes centros médico-didácticos italianos y europeos.

### Cronología edad moderna
El 28 de marzo de 1981 el hospital se clasifica como general#-provincial.
Sobre la base de la reforma hospitalaria del 23 de diciembre de 1973, la compañía recibe una organización dipartimentale, divenendo uno de los primeros hospitales italianos a recepire esta cualifica con la institución del departamento de medicina.
En el 1989 se inaugura a Santa María de Leuca una sección destacada de la unidad de nefrología y hemodiálisis, para la gestión de los pacientes turistas de toda la Italia.
En el 1979 se inicia la informatización de los laboratorios, que mano a mano se expande a todas las unidades operativas.
El 28 de marzo de 1991 la compañía ospedaliera obtiene la cualifica a hospital general regional, el nosocomio se dota de ulteriores 100 puestos leído; se empieza la construcción del nuevo poliambulatorio.
En el 1999 viene propiciado término el servicio de medicina immuno#-trasfusionale con un nuevo centro para la gestión de los pacientes emofiliaci, talassemici y anémicos.
En el 1987 se completa la creación del nuevo centro de urología médico-quirúrgica.
En el 1988 se instaura la Pia fundación de Religión y Culto Cardinal Giovanni Pánico, que gestionará el hospital junto con los collegi de Lecce y Foggia.
El 2 de septiembre de 1992 se completó la nueva unidad de Reanimación y terapia del dolor.
Entre el 1991 y el 1995 se activaron las unidades de Endocrinología pediátrica y patologías de la accrescimento, y entre el 1996 y el 2000 se activó la unidad de Neonatología y terapia intensiva neonatología para la cogida a cargo de los prematuros.
En el 1996 presso la compañía ospedaliera se activaron los recorridos de especialización en Cardiología, Oncología, Higiene y medicina preventiva, Cirugía, Urología, Ginecología y obstetricia de la Universidad Católica de Roma y las especialidades de Anestesia y Reanimación de la Universidad de Siena.
En septiembre de 1999 se activó la unidad de cirugía vascular.
El 13 de febrero del 2001 el hospital diviene compañía ospedaliera.
En el enero de 2001 se inicia la genética médica.
El 14 de junio del 2003 se inaugura el nuevo centro de diálisis de Santa Marcellina a Santa María de Leuca.
El 4 de febrero de 2005 se activa la unidad operativa de hematología y trasplantes de células staminali emopoietiche.
El 5 de marzo de 2005 se inaugura el departamento materno#-infantil.
En el 2006 viene propiciada término la construcción del centro ortopédico.
El 1 de diciembre de 2007 en ocasión de los 40 años de la compañía ospedaliera se inauguran las unidades de medicina nuclear y hemodinámica.
En el septiembre de 2007 se inauguró la casa de cura de Betania con 30 leídos para la cogida a cargo del paciente con enfermedad terminal con necesidad de tratamientos de terapia del dolor, con personal cualificado a la gestión de estos.
En el 2010 se añaden otros puestos leído.
El 23 de diciembre de 2016 al policlínico se añaden 8 puestos leído para la neurocirugía.
El 28 de febrero de 2017 la compañía ospedaliera se cualifica a ser uno de los centros italianos de referencia para el estudio, la prevención y el tratamiento de las enfermedades raras del espectro hematológico, neurológico, pediátrico y neurodegenerativo.
Del 10 de marzo de 2017 la compañía está cualificada a hospital civil de 1º nivel, y regresa en el ser uno de los pocos centros para las enfermedades raras en Europa.

## Organización, departamentos y servicios sanitarios
La compañía ospedaliera Cardinal Pánico adopta una organización dipartimentale, se tendrán por lo tanto:

### Departamento medicina general y specialistica
Es el primer departamento instaurado por la fundación y se ocupa de la cogida a cargo del paciente con patología no specialistica.
- Cardiología
- Medicina
- Oncología
- Lungodegenza
- Terapia intensiva
- Terapia intensiva coronarica

### Departamento cirugía general y specialistica
Se ocupa de la cogida a cargo de los pacientes en codiciado chirurgico sea specialistico que aspecialistico.
- Cirugía general
- Nefrología
- Ortopedia
- Cirugía vascular
- Oculistica
- Ortopedia y traumatologías
- Otorinolaringoiatria
- Cirugía maxilo-facial
- Cardiocirugía
- Hemodinámica

### Departamento materno-infantil
Se ocupa del diagnóstico y el tratamiento specialistico de las patologías que conciernen el paciente en la edad pediátrica y de la vida nascente.
- Pediatría
  - Cirugía pediátrica
  - Endocrinología pediátrica
  - Oncohematología pediátrica
  - Enfermedades raras y neurodegenerativas
- Ginecología
- Obstetricia
- Neonatología
  - UTIN y immaturi

### Departamento neurología y enfermedades neurodegenerativas
Se ocupa de las patologías de interés neurológico y neuromusculares, se ocupa en particular modo de las enfermedades neurodegenerativas raras, divenendo en el 2017 centro de referencia regional.
- Neurología
- Neurocirugía
- Centro de enfermedades neurodegenerativas y neuromusculares
- Neuro-rehabilitación

### Departamento de hematología y medicina transfusional
Se ocupa del diagnóstico y del tratamiento de las patologías de la sangre y de la médula ósea en edad adulta, con particular atención hacia la trapiantologia de células staminali ematopoietiche, emplea métodos innovadores para el tratamiento de los linfomas, de las leucemias y de las anemias.
- Hematología
- Trasplantas ematopoietici y terapias celulares
- Medicina immuno-trasfusional

### Departamento de los servicios
- Medicina de laboratorio
- Anatomía patológica
- Medicina nuclear
- Radiología

### Departamento aceptación y emergencia#-urgencia
- Urgencias y aceptación